# Едуард Чех
Едуард Чех (на чешки: Eduard Čech) е чешки математик.

## Биография
Едуард Чех е роден на 29 юни 1893 година като четвърто дете в семейството на полицая Ченек Чеш (Čenek Čech) и Ана Клеплова (Anna Kleplova) в Страчов (Stračov) в североизточна Бохемия. Посещава гимназия в Храдец Кралове, където проличава математическият му талант и той решава, че иска да стане учител по математика. 
Следва във факултета по философия на Карловия университет в Прага от 1912 година, с цел да стане учител по математика. Има слаб интерес по физика, поради което избира курсове от областта на математиката и дескриптивната геометрия. Чех изучава математически материали, които са на много по-високо ниво от курсовете му и прекарва много време в математическата библиотека. 
Следването му е прекъснато от Първата световна война и въпреки че успява да завърши три години от обучението си, той е призован в австро-унгарската армия през 1915 година. Чех прекарва три години в армията, където учи италиански, немски и руски в свободното си време. Когато войната свършва през 1918 година, той се връща в Карловия университет и завършва образованието си, което му позволява да преподава математика в училище. 
Чех започва да преподава в пражки училища, но продължава научната си дейност и получава докторска степен по математика през 1920 година. Интересът му към ново поле на математиката – проективна геометрия – води до първата му научна статия, публикувана през 1921 година. През същата година той получава стипендия от Министерството на образованието да отиде в Италия и да продължи изследванията си заедно с Гуидо Фубини в Торинския университет. Чех развива изследователска дейност там през 1921 и 1922 година и впечатлява Фубини, който го кани да участва в съвместен проект за писане на монография за проективна геометрия. Тази съвместна работа е издадена в два тома през 1926 и 1927 година. Сътрудничеството е много успешно и двамата пишат друг важен текст заедно, който е издаден през 1931 година. 
След като напуска Италия през 1922 година, Чех пише хабилитационния си труд и става доцент в Карловия университет в Прага. Тази длъжност е неплатена, поради което той продължава да преподава в пражките училища, за да изкарва прехраната си. През 1923 година Чех е назначен за извънреден професор в създадения през 1920 година Масариков университет в Бърно. Там той преподава анализ и алгебра и става пълен професор. 
Чех има интерес в областта на геометрията, но е назначен за ръководител на катедрата по анализ в Масариковия университет, тъй като е назначен на мястото на починалия Матиаш Лерх, а катедрата по геометрия бива ръководена от Херберт Зайферт. Вследствие на преподавателската му дейност в тези две области, Чех става експерт в тях. 
Благодарение на разширените му математически интереси, до известна степен разширени принудително от преподавателските му задължения, Чех се заинтересова от топология и става един от най-изявените експерти по комбинаторна топология. Написаните от полски математици научните трудове на тема топология в новия журнал Fundamenta mathematicae го впечатляват много силно. Ранният му интерес в топологията е в хомологията – тема, по която публикува труд през 1932 година и доказва теореми за дуалността в многообразието. Целта му е в този научен труд е да съвмести общата топология с алгебричната топология. В него Чех въвежда понятието „проективна граница“. Днес темата е известна под името „Теория на хомологията на Чех“. 
На международния конгрес на математиците в Цюрих през 1932 година, Чех въвежда понятието хомотопически групи на пространство. Те са независимо изследвани от Витолд Хуревич. Две години по-късно Чех разширява работата си по хомология до относителна хомология. След като чува презентацията на резултатите от изследванията на Чех на конференция по комбинаторна топология в Москва, Соломон Лефшец го кани да посети Принстънския университет. Чех осъществява посещението през 1935 – 1936 година. 
Чех е повлиян от работата на Павел Сергеевич Алаксандров и Павел Самуилович Урисон и организира семинар по топология в Бърно през 1936 година, който води до създаването на 26 научни труда за три години. Един от тях е неговият труд от 1937 година On bicompact spaces, който въвежда това, което днес се нарича компактификация на регулярни топологични пространства на Стоун-Чех. В On bicompact spaces Чех изследва топологични пространства, които Андрей Николаевич Тихонов въвежда през 1930 година и се превръща в много важен инструмент на общата топология и на някои клонове от функционалния анализ. 
Бърновският семинар на Чех е спрян когато чешките университети са затворени при избухването на Втората световна война. Чех се опитва да продължи работата си въпреки войната си и участниците в семинара се срещат в апартамента на Б. Поспишил до 1941 година, когато Поспишил е арестуван от Гестапо. 
Въпреки трудностите, които Чех среща по време на Втората световна война, той работи много време по книгата си „Топологически пространства“ (Topological spaces), която по-късно пренаписва и публикува през 1959 година. През 1945 година, след края на Втората световна война, Чех се връща в Карловия университет в Прага и започва административна кариера. Преди началото на войната Чех е започнал да организира курсове за учители в Бърно. Той има пламенна увереност в необходимостта от подобрение на преподаването на математика на всички нива и решава да се опита да подобри начина, по който математика се преподава в училищата. Използва опита си с учители за организирането писането на поредица от учебници по математика. Участва в училищни реформи и ръководи комисия, чиято цел е да създаде нова учебна програма по математика за училищата. 
Чех става директор на Института по математически изследвания към Чешката академия на науките през 1947 година, директор на Централния математически институт през 1950 година и директор на Чешката академия през 1952 година. През същата година се връща в Карловия университет в Прага, за да оглави новия му математически институт. През 1950-те години интересите му в математиката се насочват към диференциалната геометрия и след дупката, създадена от годините на войната, той започва да публикува отново научни трудове, пишейки 17 по тази тема. През 1956 година е назначен за първия директор на Математическия институт към Карловия университет в Прага. Здравето му започва да се влошава, но дори когато вече е тежко болен успява да извърши две важни дейности за чешката математика – създава журнала Commentationes Mathematicae Universitatis Carolinae, чийто първи брой е издаден през 1960 година, и дава идеята за организирането на международна конференция на тема топология в Прага. Конференцията се провежда през 1961 година под името Симпозиум на общата топология и връзките ѝ с модерните анализ и алгебра. От тогава насам на всеки пет години се провежда Пражки топологически симпозиум (Prague Topological Symposium). Чех почива на 15 март 1960 година в Прага. 
Характерът на Чех е такъв, че винаги когато работи върху нещо от математиката, той се опитва да постигне детайлно разбиране на темата. В резултат на това дори по теми извън полетата на научната му дейност той има широки познания и поглед в дълбочина в много други дялове на математиката. Тази черта от характера има последствия и за личния му живот. Въпреки че не е надменен и говори безпроблемно с хора с малко формално образование, той очаква от колегите си професори същите качества, с които разполага самият той. Това не допринася за гладки отношения с някои хора, тъй като Чех не е дипломатичен, а доста прям при изказването на мнения. 

## Публикации
- Čech, E. Les groupes de Betti d'un complexe infini. Fundamenta Mathematicae. Т. 25.   1935. с. 33 – 44.
- Čech, E. Multiplications on a complex. Ann. of Math. Т. 37.   1936. с. 681 – 697.
- Čech, E. On bicompact spaces. Ann. of Math. Т. (2)38.   1937. с. 823 – 844.